# معركة عين جالوت
معركة عين جالوت (25 رمضان 658 هـ / 3 سبتمبر 1260م) هي إحدى أبرز المعارك الفاصلة في التاريخ الإسلامي؛ إذ استطاع جيش المماليك بقيادة سيف الدين قطز إلحاق أول هزيمة قاسية بجيش المغول بقيادة كتبغا. وقعت المعركة بعد انتكاسات مريرة لدول ومدن العالم الإسلامي، حيث سقطت الدولة الخوارزمية بيد المغول ثم تبعها سقوط بغداد بعد حصار دام أياماً فاستبيحت المدينة وقُتل الخليفة المستعصم بالله فسقطت معه الخلافة العباسية، ثم تبع ذلك سقوط جميع مدن الشام وفلسطين وخضعت لهولاكو، كانت مصر في تلك الفترة تئِنُّ من الصراعات الداخلية والتي انتهت باعتلاء سيف الدين قطز عرش مصر سنة 657 هـ / 1259 سلطانا لمماليك مصر. فبدأ بالتحضير لمواجهة التتار، فقام بترتيب البيت الداخلي لمصر وقمع ثورات الطامعين بالحكم، ثم أصدر عفواً عاماً عن المماليك الهاربين من مصر بعد مقتل فارس الدين أقطاي بمن فيهم بيبرس، ثم طلب من العز بن عبد السلام إصدار فتوى تُشرع له جمع الضرائب على سكان مصر بعد أن واجهته أزمة اقتصادية عجز من خلالها عن تجهيز الجيش، وكان له ما أراد وأصدر العز بن عبد السلام فتوى تجيز جمع الضرائب بشروطٍ خاصة ومحددة، ما إن انتهى قطز من تجهيز الجيش حتى سار به من منطقة الصالحية شرق مصر حتى وصل إلى سهل عين جالوت الذي يقع تقريباً بين مدينة بيسان شمالاً ومدينة نابلس جنوباً في فلسطين، وفيها تواجه الجيشان الإسلامي والمغولي، وكانت الغلبة للمسلمين، واستطاع الآلاف من المغول الهرب من المعركة واتجهوا قرب بيسان، وعندها وقعت المعركة الحاسمة وانتصر المسلمون انتصاراً عظيماً، وأُبيد جيش المغول بأكمله.
كان لمعركة عين جالوت أثراً عظيماً في تغيير موازين القوة بين القوى العظمى المتصارعة في منطقة الشام، فقد تسببت خسارة المغول في المعركة من تحجيم قوتهم، فلم يستطع القائد المغولي هولاكو الذي كان مستقراً في تبريز من التفكير بإعادة احتلال الشام مرةً أخرى، وكان أقصى ما فعله رداً على هزيمة قائده كتبغا هو إرسال حملة انتقامية أغارت على حلب.

## خلفية تاريخية

### أوضاع المغول

جنكيز خان

كانت بداية تأسيس إمبراطورية المغول سنة 603 هـ / 1206م في منغوليا على يد جنكيز خان، فتمددت حتى بلغت حدودُها كوريا شرقاً إلى حدود الدولة الخوارزمية غرباً، ومن سهول سيبيريا شمالاً إلى بحر الصين جنوباً، ثم بدأت بالتوسع غربا حيث سقطت خوارزم سنة 616 هـ / 1219م، فسقطت المدن بيدهم الواحدة تلو الأخرى، حيث سقطت بخارى، ثم سمرقند ثم اجتاحوا إقليم خرسان وخوارزم، وكل ذلك كان في سنةٍ واحدة، وفي سنة 617 هـ / 1220م سقطت أذربيجان وهمدان وتبريز وداغستان والشيشان.
تولى أوقطاي خان الحكم بعد جنكيز خان فضم إقليم فارس إلى المغول. وفي سنة 649 هـ / 1251م تولى الحكم منكو خان، فعين هولاكو والياً لإقليم فارس. وبعد خمس سنوات بدأ هولاكو في حصار بغداد في شهر محرم 656 هـ / 1258م. لم يدم الحصار شهراً واحداً حتى سقطت بغداد ومعها الخلافة العباسية واستبيحت بغداد وقتل الخليفة المستعصم بالله.
توجه بعدها هولاكو إلى حصار ميافارقين التي يتحصن فيها الكامل محمد الأيوبي، والتي ما لبثت أن سقطت، ثم توجه صوب حلب فأمر الناصر يوسف بتسليمها إليه ولكن الناصر رفض، فدخلها سنة 658 هـ / 1260، ثم دخل حماة ودمشق في نفس العام، ولكن ما لبث أن رجع هولاكو إقليم فارس ووكل قائده كتبغا إكمال الحملة، حيث تمكن من احتلال جميع مدن فلسطين التي لا تخضع للصليبيين.

### أوضاع المماليك
توفي الصالح أيوب في 647 هـ / 1249م وهو خَارج إلى المنصورة لملاقاة لويس التاسع صاحب الحملة الصليبية السابعة. فتولى قيادة الجيش كلا من بيبرس وفارس الدين أقطاي حيث تم لهم النصر في معركة المنصورة. تولى توران شاه الحكم خلفاً لأبيه، ولكنه قتل بعد أربعة أشهر من توليه الحكم. فحدث فراغ سياسي كبير بعد مقتله، فليس هناك أيوبي مؤهل لقيادة الدولة، عندها أعلنت شجرة الدر بالتعاون مع المماليك حاكمةً لمصر، ولكن الرفض عم أرجاء العالم الإسلامي بعد سماعه الخبر، فتزوجت عز الدين أيبك ثم تنازلت له عن الحكم، وأصبح أول سلاطين مماليك مصر، استقر بعدها الحكم لأيبك واعترف به الخليفة العباسي المستعصم بالله، ولكن بدأت الصراعات بين المماليك في النشوب، ما أدى أن قتل أيبك زعيمَ المماليك فارسَ الدين أقطاي، فهرب المماليك الآخرين وعلى رأسهم بيبرس من مصر. ثم ما لبث أن قتلت شجرة الدر زوجها أيبك بعدما علمت انه تزوج من ابنة حاكم الموصل، فسارع سيف الدين قطز ومعه المماليك المعزية و نور الدين علي بن أيبك بإلقاء القبض على شجرة الدر وتسليمها لأم نور الدين والتي أمرت جواريها بقتلها ضرباً بالقباقيب.
بُويع نور الدين علي بن أيبك البالغ من العمر خمسة عشر سنة حاكماً لمصر، وتولى سيف الدين قطز الوصاية الكاملة عليه، أدى صعود طفل سدة الحكم في مصر لحدوث قلاقل وفتن، ولكن قطز استطاع إخمادها على الفور، ثم طمع الأمير الأيوبي مغيث الدين بحكم مصر، وسير الجيوش لقتال قطز، ولكن قطز استطاع صد جيشه في سنة 655 هـ / 1257م و 656 هـ / 1258م، وفي ضوء سقوط بغداد في عام 656 هـ / 1258م والمشاكل الداخلية وثورات المماليك وأطماع الأمراء الأيوبيين، لم يجد قطز أي معنى لأن يَبقى طفل على سدة حكم مصر التي لم يعد هناك أمل لصد المغول إلا فيها، واتخذ قراره بعزل الطفل نور الدين علي بن أيبك واعتلاء عرش مصر سنة 657 هـ.

## قبل المعركة
كان الوضع في مصر عند اقتراب التتار منها متأزم جداً، فالوضع الداخلي يموج بالاضطرابات والأزمات الشديدة، والفتن الناتجة عن الصراع على كرسي الحكم، وإن كان قطز قد استقر على كرسي الحكم، إلا أن هناك الكثير من الطامعين في الكرسي وهناك الكثير من الحاقدين على قطز شخصياً، كما أن الفتنة ما زالت دائرة بين المماليك البحرية الذين كانوا مؤيدين لشجرة الدر وبين المماليك المعزية الذين يؤيدون قطز، أما المسرح السياسي الخارجي فكان يحمل مشكلات كبيرة أخرى، وذلك أن العلاقات كانت ممزقة تماماً بين مصر وجيرانها، أما الوضع الاقتصادي فلم يكن بأفضل حالاً من الوضع السياسي، فهناك أزمة اقتصادية يمر بها البلد من جراء الحملات الصليبية المتتالية، ومن جراء الحروب التي دارت بين مصر وجيرانها من الشام، وكذلك الفتن والصراعات على المستوى الداخلي، كما أن الناس انشغلوا بأنفسهم وبالفتن الداخلية والخارجية، فتردى الاقتصاد لأبعد درجات التردي.

### ترتيب الوضع الداخلي
كانت أول خطوة قام بها قطز في إعداده لحرب التتار هي استقرار الوضع الداخلي في مصر، وقطع أطماع الآخرين في الكرسي الذي يجلس عليه، وما كان من قطز إلا أن جمع الأمراء وكبار القادة وكبار العلماء وأصحاب الرأي وقال لهم: «إني ما قصدت إلا أن نجتمع على قتال التتر ولا يأتي ذلك بغير ملك، فإذا خرجنا وكسرنا هذا العدو فالأمر لكم أقيموا في السلطة من شئتم»،
فهدأ معظم من حضر الاجتماع ورضوا بما قال، ثم قام قطز بالقبض على رؤوس الفتنة الذين حاولوا الخروج على سلطته وحكمه، وبذلك هدأت الأمور نسبيًا في مصر، أما الخطوة الثانية التي قام بها قطز فهي إصداره لعفو عام وشامل عن المماليك البحرية الذين فروا إلى الشام بعد مقتل زعيمهم فارس الدين أقطاي، كانت هذه الخطوة أبرز قرار سياسي اتخذه قطز، فقوات المماليك المعزية لا تكفي لحرب التتار، وكانت المماليك البحرية قوة عظيمة وقوية جداً ولها خبرة واسعة في الحروب، فإضافة قوة المماليك البحرية إلى المماليك المعزية ستنشئ جيشاً قوياً قادراً على محاربة التتار، وكان من نتائج هذه الخطوة عودة القائد الظاهر بيبرس إلى مصر وانضمامه إلى قطز، وبهذا توحدت قوى المماليك تحت لواء جيش واحد قائده سيف الدين قطز.

### رسل هولاكو
بينما كان سيف الدين قطز منشغلاً بإعداد الجيش، جاءته رسالة من هولاكو يحملها أربع رسل من التتار، وفيها:
| معركة عين جالوت | من ملك الملوك شرقاً وغرباً الخاقان الأعظم، باسمك الله باسط الأرض ورافع السماء، يعلم الملك المظفر قطز الذي هو من جنس المماليك الذين هربوا من سيوفنا إلى هذا الإقليم يتنعمون بأنعامه، ويقتلون من كان بسلطانه بعد ذلك، يعلم الملك المظفر قطز وسائر أمراء دولته وأهل مملكته بالديار المصرية وما حولها من الأعمال أنَا نحن جند الله في أرضه، خلقنا من سخطه، وسلطناً على من حل به غضبه، سلموا إلينا أمركم قبل أن ينكشف الغطاء، فتندموا ويعود عليكم الخطأ، فنحن ما نرحم من بكى، ولا نرفق بمن شكى، قد سمعتم أننا قد فتحنا البلاد وطهرنا الأرض من الفساد، وقتلنا معظم العباد، فعليكم بالهرب وعلينا الطلب، فأي أرض تؤويكم وأي طريق تنجيكم وأي بلاد تحميكم، فما من سيوفنا خلاص، ولا من مهابتنا مناص، فخيولنا سوابق وسهامنا خوارق وسيوفنا صواعق، وقلوبنا كالجبال وعددنا كالرمال، فالحصون لدينا لا تمنع والعساكر لقتلنا لا تنفع، ودعاؤكم علينا لا يسمع، فإنكم أكلتم الحرام، ولا تعفون عن الكلام، وخنتم العهود والأيمان وفشا فيكم العقوق والعصيان، فأبشروا بالمذلة والهوان (فاليوم تجزون عذاب الهون بما كنتم تستكبرون في الأرض بغير الحق وبما كنتم تفسقون)، (وسيعلم الذين ظلموا أي منقلب ينقلبون)، فمن طلب حربنا ندم ومن قصد أماننا سلِم، فإن أنتم لشرطنا ولأمرنا أطعتم، فلكم ما لنا وعليكم ما علينا، وإن خالفتم هلكتم، فلا تُهلكوا نفوسكم بأيديكم، فقد حذر من أنذر وقد ثبت عندكم أنّا نحن الكفرة، وقد ثبت عندنا أنكم الفجرة، وقد سلطنا عليكم من له الأمور المقدرة والأحكام المدبرة، فكثيركم عندنا قليل، وعزيزكم عندنا ذليل، وبغير المذلة ما لملوككم علينا سبيل، فلا تطيلوا الخطاب وأسرعوا برد الجواب، قبل أن تضرم الحرب نارها، وترمي نحوكم شرارها، فلا تجدون منّا جاهاً ولا عزاً ولا كافياً ولا حرازاً، وتدهون منا بأعظم داهية، وتصبح بلادكم منا خالية، فقد أنصفناكم إذ راسلناكم، وأيقظناكم إذ حذرناكم، فما بقي لنا مقصد سواكم والسلام علينا وعليكم وعلى من أطاع الهدى وخشي عواقب الردى وأطاع الملك الأعلى. | معركة عين جالوت |

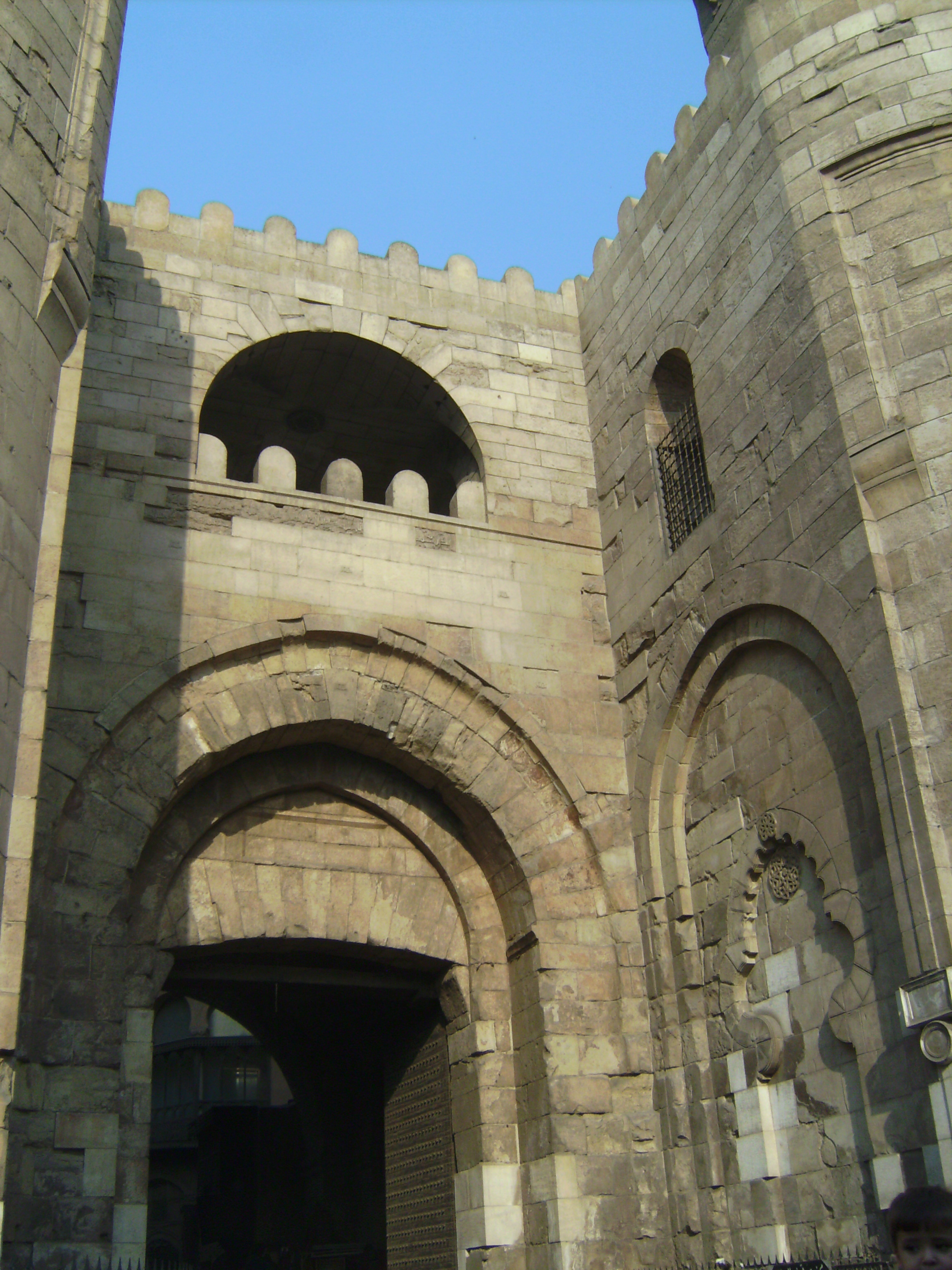
باب زويلة الذي عُلق فيه رؤوس رسل هولاكو الأربعة

كانت الرسالة إعلاناً صريحاً بالحرب أو تسليم مصر للتتار، على إثر هذه الرسالة عقد قطز مجلساً ضمّ كبار الأمراء والقادة والوزراء وبدأوا مناقشة فحوى الرسالة، كان قطز مصمماً على خوض الحرب ورافضاً لمبدأ التسليم، ولكن كان هناك تردد من قبل بعض الأمراء في قبول ما رآه قطز، عندها قال قطز مقولته المشهورة: «أنا ألقى التتار بنفسي»، ثم قال: «يا أمراء المسلمين لكم زمان تأكلون أموال بيت المال، وأنتم للغزاة كارهون، وأنا متوجه، فمن اختار الجهاد يصحبني، ومن لم يختر ذلك يرجع إلى بيته، فإن الله مطلع عليه، وخطيئة حريم المسلمين في رقاب المسلمين»، وأنهى كلامة بقوله «من للإسلام إن لم نكن نحن»، وقعت كلمات قطز في قلوب الأمراء فأيدوه في قراره، وأعلنوا معه الجهاد في سبيل الله، ثم قرر قطز أن يقطع أعناق الرسل الأربعة الذين أرسلهم هولاكو، وأن يعلق رؤوسهم على باب زويلة في القاهرة، وذلك بعد أن استشار ركن الدين بيبرس الذي قال: «أرى أن نقتل الرسل الأربعة ونقصد كتبغا قائد المغول متضامنين، فإذا انتصرنا أو هزمنا فسنكون في كلتا الحالتين معذورين».

### الأزمة الاقتصادية

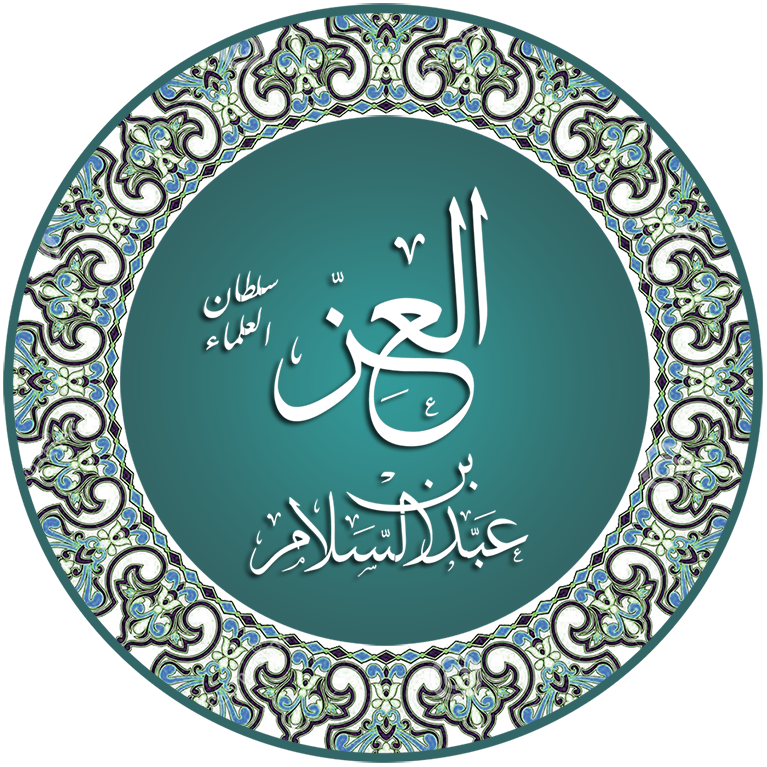
تخطيط لاسم العز بن عبد السلام الذي أفتى بجواز فرض الضرائب.

بعد أن استقر الوضع في مصر، وبعد قتل رسل هولاكو، أصبح قطز يُسَرِّع من عملية تجهيز الجيش، ولكن واجهته مشكلة جديدة هي المشكلة الاقتصادية، فلابد من تجهيز الجيش المصري وإعداد التموين اللازم له، وإصلاح الجسور والقلاع والحصون، وإعداد العدة اللازمة للحرب، وتخزين ما يكفي للشعب في حال الحصار، وليس هناك من الأموال ما تكفي لتأمين كل ذلك، قام قطز بدعوة مجلسه الاستشاري ودعا إليه سلطان العلماء العز بن عبد السلام، و بدأوا التفكير في إيجاد حل للأزمة الاقتصادية الطاحنة، اقترح قطز أن تفرض ضرائب لدعم الجيش، ولكن هذا القرار يحتاج فتوى شرعية، لأن المسلمين في دولة الإسلام لا يدفعون إلا الزكاة، عندها أفتى العز بن عبد السلام وقال: «إذا طرق العدو بلاد الإسلام وجب على العالم كله قتالهم، وجاز لكم أن تأخذوا من الرعية ما تستعينون به على جهادكم، بشرط ألا يبقى في بيت المال شيء، وتبيعوا مالكم من الحوائص - وهي حزام الرجل وحزام الدابة- المذَهَّبة والآلات النفيسة، ويقتصر كل الجند على مركوبه وسلاحه، ويتساووا هم والعامة، وأما أخذ الأموال من العامة، مع بقايا في أيدي الجند من الأموال والآلات الفاخرة فلا». بيَّن العز بن عبد السلام بأنه لا يجوز فرض ضرائب إلا بعد أن يتساوى الوزراء والأمراء مع العامة في الممتلكات، ويجهز الجيش بأموال الأمراء والوزراء، فإن لم تكفِ هذه الأموال جاز هنا فرض الضرائب على الشعب بالقدر الذي يكفي لتجهيز الجيش ليس أكثر من ذلك، قبِل سيف الدين قطز فتوى العز بن عبد السلام وبدأ بنفسه وباع كل ما يملك وأمر الوزراء والأمراء أن يفعلوا ذلك، فانصاع الجميع وامتثلوا أمره، فقد أحضر الأمراء كافة ما يملكون من مال وحلي نسائهم وأقسم كل واحد منهم أنه لا يملك شيئاً في الباطن، ولما جمعت هذه الأموال ضربت سكاً ونقداً وأنفقت في تجهيز الجيش، ولكن لم تكفِ هذه الأموال في تغطية نفقة الجيش، فقرر قطز إقرار ضريبة على كل رأس من أهل مصر والقاهرة من كبير وصغير ديناراً واحداً، وأَخذ من أجرة الأملاك شهراً واحداً، وأَخذ من أغنياء الناس والتجار زكاة أموالهم معجلاً، وأَخذ من الترك الأهلية ثلث المال، وأَخذ من الإيطان والسواقي أجرة شهر واحد، وبلغ جملة ما جمعه من الأموال أكثر من ستمائة ألف دينار.

## الاستعداد للمعركة
اجتمع قطز مع مجلسه العسكري لبحث أفضل طريقة لحرب التتار، وعبَّر عن عزمه الخروج بجيش مصر لملاقاة التتار في فلسطين بدلاً من أن ينتظرهم في مصر، اعترض أغلب القادة على رأي قطز وفضلوا أن ينتظر قطز التتار حتى يصلوا مصر ليدافع عنها، لأن مصر مملكته أما فلسطين فهي مملكة غيره، وبعد نقاش طويل دار في المجلس العسكري، أُقرت خطة سيف الدين قطز لعدة عوامل وهي: أن أمن مصر القومي يبدأ من حدودها الشرقية وليس من داخل البلد نفسه، ومن الأفضل عسكرياً أن ينقل سيف الدين قطز المعركة إلى ميدان خصمه لأن هذا سيؤثر نفسياً على نفوس التتار، ومن الأفضل عسكرياً كذلك أن يمتلك المسلمين عنصر المفاجأة فيختاروا هم ميعاد المعركة ومكانها، عندها بدأ العز بن عبد السلام ومن معه من علماء الأمة بصعود منابر المساجد والحث على الجهاد، وترغيب الناس بالجنة وتزهيدهم في الدنيا، وتعظيم أجر الشهادة في سبيل الله، واستمر إعداد الجيش وتجهيزه وجمع المتطوعين وتدريب المجاهدين مدة خمسة أشهر، من شهر ربيع الأول 658 هـ الموافق فبراير 1260م إلى نهاية شهر رجب (يوليو) من السنة نفسها.

### معاهدة عكا

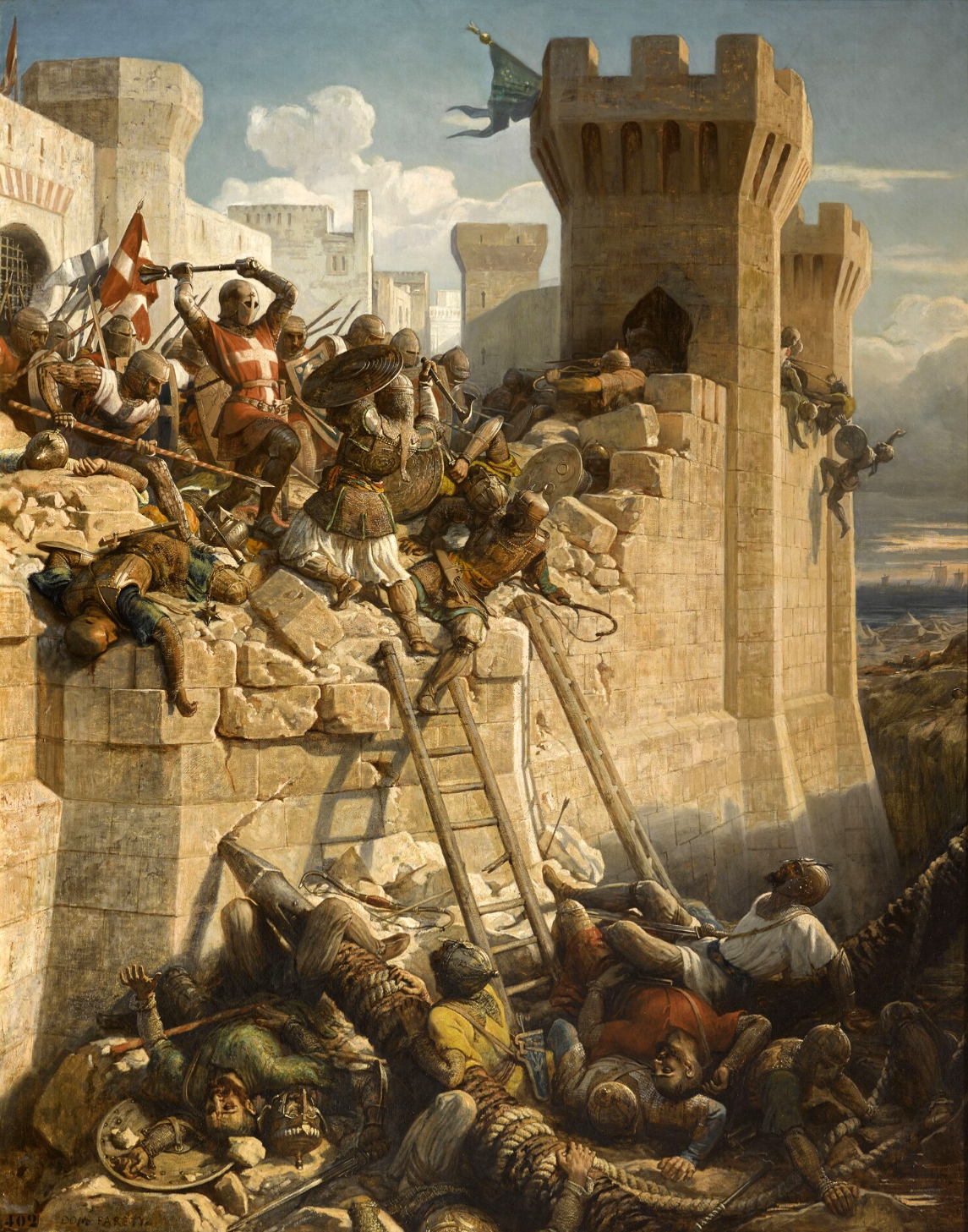
رسمة من حصار المسلمين لعكا عام 1290م هو ذاته الذي مر منه قطز عام 1260م

في أثناء تجهيز الجيش قام قطز بجهود حثيثة لتمهيد طريق الجيش للقاء التتار، كانت هناك أجزاء من فلسطين وساحل البحر الأبيض المتوسط محتلة من قبل الإمارات الصليبية، ومنها إمارات عكا وحيفا وصور وصيدا واللاذقية وأنطاكية، وكانت أقوى هذه الإمارات الصليبية هي إمارة عكا في فلسطين، وهذه الإمارة تقع على طريق قطز وجيشه إذا أراد أن يحارب التتار في فلسطين، كان التفكير في أن قتال الصليبيين في عكا سيؤثر سلباً على جيش الإسلام في مصر المتوجه لفلسطين، وفي نفس الوقت لا يستطيع قطز أن يحارب التتار في فلسطين دون الانتهاء من مشكلة الصليبيين في عكا، وجد قطز أن أفضل الحلول هو الإسراع بعقد معاهدة مع الصليبيين في عكا قبل أن يتحالف التتار معهم، قام قطز بإرسال سفارة إلى عكا للتباحث حول إمكانية عقد معاهدة سلام مؤقتة بين المسلمين والصليبيين، كان الهدف من السعي لهذه الاتفاقية هي تحييد جيش الصليبيين من جهة وتأمين ظهر جيش مصر من جهة أخرى، جلس وفد قطز مع الأمراء الصليبيين للتباحث في أمر الهدنة، كان الصليبيون يخافون ألاّ يظفروا من المسلمين بعهد فينقلب عليهم المسلمون، ولذلك تقبلوا فكرة الهدنة بسرعة، بل أن بعض الأمراء الصليبيين عرضوا فكرة التحالف العسكري مع المسلمين لقتال التتار، ولكن هذه الفكرة لم تلقَ موافقة الطرفين، فبقية الأمراء الصليبيين يخشون الخروج من عكا بجيشهم فيدخلها المسلمون إذا انتصروا على التتار، كما أن المسلمين كانوا يخشون خيانة الصليبيين أثناء القتال خاصة أن قائد التتار الحالي كتبغا نصراني، لذلك قبِل الطرفان بفكرة الهدنة المؤقتة، وأصر الوفد المسلم على أن تكون هذه الهدنة هدنة مؤقتة تنتهي بانتهاء حرب التتار، ومما اتفق عليه في الهدنة أن أي خيانة يقوم بها الصليبيون فسيترك المسلمون قتال التتار ويتوجهون إلى عكا لتحريرها، وأنه في حال انتصار المسلمين في قتال التتار فسيبيع المسلمون خيول التتار من أهل عكا بأسعار زهيدة، في حين تعهد الصليبيون في عكا بأن يسهموا في إمداد جيش المسلمين بالمؤن والطعام في أثناء وجوده في فلسطين.
بالرغم من كل الاستعداد العسكري والسياسي والديني والاقتصادي الذي قام به سيف الدين قطز ومعه كبار قادته وأمرائه وعلمائه، وبرغم التحفيز الكبير الذي قام به العلماء وعلى رأسهم العز بن عبد السلام لحث الناس على الجهاد وحمل السلاح في مواجهة التتار، إلاّ أن بعض المسلمين في مصر لم يستوعبوا أن القتال والحرب أصبح أمراً واقعاً ومحتماً، واستطاع عدد من الجنود الفرار من الجيش والاختباء عن أعين المراقبة، واستطاع عدد آخر الخروج والهرب من مصر، فمنهم من هرب إلى الحجاز ومنهم من هرب إلى اليمن، ومنهم من هرب إلى المغرب.

## السير إلى فلسطين
بدأ جيش المسلمين في مصر بالتجمع في منطقة الصالحية (تقع الآن في محافظة الشرقية)، وهي منطقة صحراوية واسعة تستوعب الفرق العسكرية المختلفة، وكانت سابقاً نقطة انطلاق للجيوش المصرية المتجهة إلى الشرق، تجمعت الفرق العسكرية من معسكرات التدريب المنتشرة في القاهرة والمدن المصرية الكبرى، ثم توجه قطز بجيشه إلى سيناء، ثم سلك طريق الساحل الشمالي لسيناء بحذاء البحر الأبيض المتوسط، كان هذا التحرّك في أوائل شعبان 658 هـ / يوليو 1260م، كان قطز يتحرك على تعبئة، حيث أنه لا يتحرك إلاّ وقد رتّب جيشه بالترتيب الذي سيقاتل به العدو لو حدث قتال، وذلك حتى إذا فاجأه جيش التتار كان مستعداً للقتال، وقد وضع على مقدمة جيشه بيبرس ليكون أول من يصطدم بالتتار، لكي يحدث نصراً ولو جزئياً، وذلك ليرفع من معنويات جيش المسلمين الذي يسير خلفه، وكان سيف الدين قطز قد سلك في ترتيب جيشه نهجاً جديداً في التخطيط العسكري، حيث كون في مقدمة الجيش فرقة كبيرة نسبياً على رأسها بيبرس، وجعل هذه الفرقة تتقدم كثيراً عن بقية الجيش التي تسير خلفها، وتظهر نفسها في تحركاتها، بينما يتخفى بقية الجيش في تحركاته، فإذا كان هناك جواسيس للتتار اعتقدوا أن مقدمة الجيش هي كل الجيش، فيكون استعدادهم على هذا الأساس، ثم يظهر بعد ذلك قطز على رأس الجيش الأساسي، وقد فاجأ التتار الذين لم يستعدوا له.

### معركة غزة
اجتاز بيبرس سيناء في 15 رجب 658 هـ / 26 يوليو 1260م، ودخل فلسطين وتبعه قطز بعد ذلك في سيره، واجتازوا رفح وخان يونس ودير البلح واقتربوا من غزة التي احتلها التتار في اجتياحهم للشام، اكتشفت عيون التتار مقدمة الجيش الإسلامي، واعتقدوا أن هذا هو جيش المسلمين كله، ونُقلت الأخبار إلى حامية غزة التترية، وأسرعت الحامية التترية للقاء بيبرس، وجرى بينهما قتال سريع، كان هذا القتال وجيش قطز الرئيسي ما زال يعبر حدود سيناء متوجهاً إلى غزة، ولكن تأخر الجيش الرئيسي لم يؤثر في سير المعركة كثيراً، فقد كانت مقدمة الجيش بقيادة الظاهر بيبرس مقدمة قوية وقائدها قائد بارع، والحامية التترية في غزة صغيرة نسبياً، وجيش المغول الرئيسي بقيادة كتبغا على مسافة كبيرة من غزة، حيث يربض في سهل البقاع، فتم اللقاء في غزة بمعزل عن الجيوش الرئيسية للمسلمين والتتار، واستطاعت مقدمة جيش المسلمين أن تنتصر في هذه الموقعة الصغيرة، التي قُتل فيها بعض جنود الحامية التترية، وفرّ الباقون في اتجاه الشمال لينقلوا الأخبار إلى كتبغا.

### إلى عين جالوت
بعد معركة غزة توجه الجيش شمالا وبحذاء البحر فمروا بعسقلان ثم يافا ثم مروا بغرب طولكرم، ثم حيفا، وواصلوا الاتجاه شمالاً حتى وصلوا عكا التي وقعوا فيها مع الصليبيين معاهدة سلام مؤقتة، عندها قرر قطز أن يعسكر في الحدائق المحيطة بحصن عكا في السهل الواقع إلى الشرق من عكا، فأرسل وفداً من الأمراء المماليك إلى الصليبيين للتأكد من سريان الاتفاقية السابقة، فدخلوا حصن عكا حيث أحسن الأمراء الصليبيون استقبالهم، وأكد الطرفان على ما سبق الاتفاق عليه، وتكررت الزيارات أكثر من مرة، حتى اطمأن الجميع على استقرار الوضع، ثم قرر قطز الرحيل من عكا لاختيار مكان مناسب للقاء التتار.

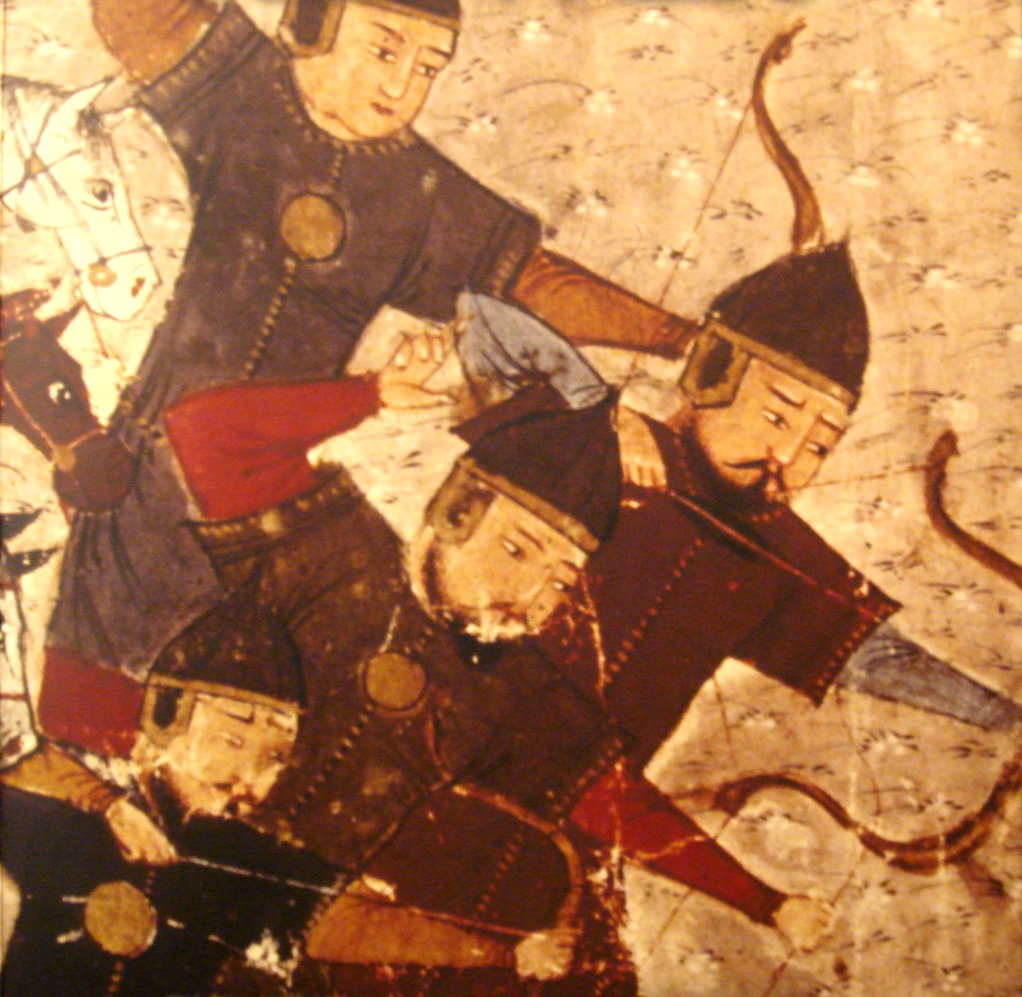
محاربين مغول.

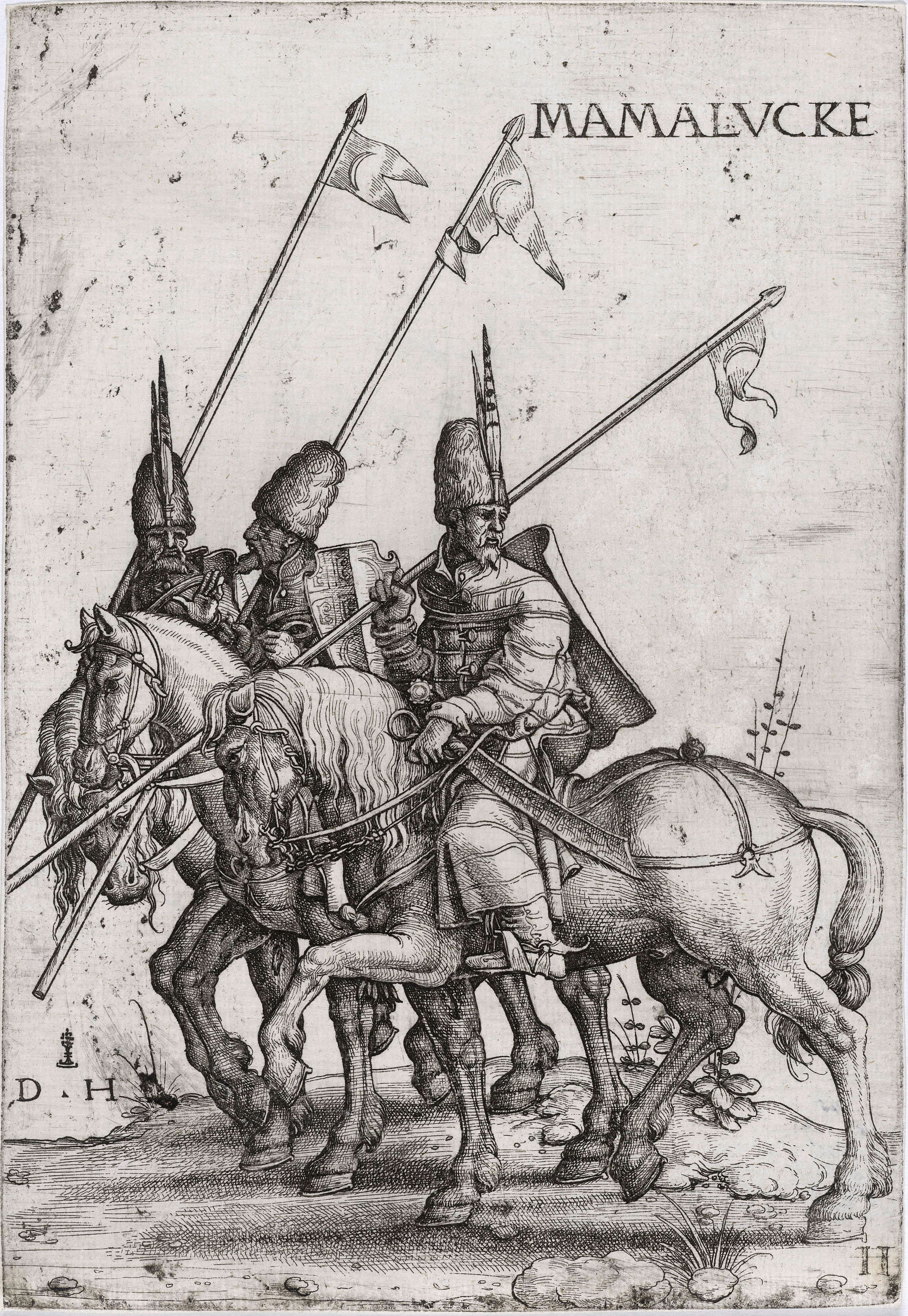
فرسان مماليك.

عندما بدأ قطز في مغادرة منطقة عكا، أشار عليه أحد الأمراء الذين قاموا بالسفارة بينه وبين الصليبيين، أن عكا الآن في أشد حالات ضعفها، وأنهم مطمئنون إلى المعاهدة معه، وأنهم غير جاهزين للقتال، فلو انقلب عليهم فجأة فسيسقط حصن عكا وتحرر المدينة بعد قرن ونصف من الاحتلال، وكان رد قطز: «نحن لا نخون العهود»، ثم اتجه من عكا إلى الجنوب الشرقي منها، ليبحث عن مكان يصلح للمعركة مع التتار، في هذه الأثناء كان كتبغا قد وصلته فلول جيشه الهارب من معركة غزة فأخبروه بسقوط غزة، فعقد اجتماعاً مع قادته حضره الأشرف الأيوبي، وحضره أيضاً قاضي القضاة محي الدين محمد بن يحيى المعروف بابن الزّكي، واستشارهم في الأمر وكيف يعمل، منهم من أشار بعدم اللقاء ومراوغة سيف الدين قطز دون خوض معركة حاسمة، ريثما يصل مدد من هولاكو ليتقوى به على ملاقاة الجيش المملوكي، ومنهم من أشار بغير ذلك، وتفرقت الآراء، واتخذ كتبغا قراره بأن يتوجه بسرعة لملاقاة قطز، تحرك كتبغا من سهل البقاع باتجاه الجنوب حتى دخل فلسطين من شمالها الشرقي غرب الجولان عبر نهر الأردن، ووصل إلى الجليل الشرقي، واكتشفت استطلاعات جيش قطز حركة كتبغا، ونقلت له الأخبار بسرعة فغادر عكا في اتجاه الجنوب الشرقي، ثم أسرع باجتياز الناصرة، وتعمق أكثر في الجنوب الشرقي حتى وصل منطقة تعرف باسم سهل عين جالوت التي تقع تقريباً بين مدينة بيسان في الشمال ومدينة نابلس في الجنوب.
وجد سيف الدين قطز سهل عين جالوت منطقة مناسبة للمعركة مع التتار، فهو سهل واسع منبسط تحيط به التلال المتوسطة من كل جوانبه إلا الجانب الشمالي منه فهو مفتوح، كما تعلو التلال الأشجار والأحراش، مما يوفر مخبأً مناسباً لجيشه فيسهل عمل الكمائن على جوانبه المنبسطة، فرتب جيشه بسرعة فوضع على ناحية السهل الشمالي المقدمة بقيادة بيبرس، وجعلها في مكان ظاهر حتى يغري جيش التتار بالقدوم إليه بينما أخفى بقية الجيش خلف التلال والأحراش، كان ترتيب قطز وإعداده لخطة المعركة في 24 رمضان 658 هـ / 2 سبتمبر 1260م، أي قبل يوم واحد من معركة عين جالوت.
واصل كتبغا مسيره باتجاه جيش المسلمين فمر غرب مدينة بيسان، ثم انحدر جنوباً باتجاه عين جالوت، خلال تلك الفترة وفدت على جيش قطز أعداد كبيرة من متطوعي مدن وقرى فلسطين للانضمام إليه، احتار قطز بهذه الأعداد المتحمسة التي ينقصها التدريب العسكري، فقرر أن يضعهم في نقل العتاد والاهتمام بشؤون الطعام والشراب وإمداد الجنود بالرماح والسهام، ورعاية الخيول ونقل الجرحى والمصابين، ووجه الجنود الذين كانوا يقومون بهذه الأعمال إلى الجيش الرئيسي للمشاركة في المعركة، وبينما كان قطز يجهز الجيش قبل يوم من المعركة إذ جاء رجل يطلب مقابلة قطز، فقال أنه رسول صارم الدين أيبك (وهو أحد المسلمين الذين أسرهم هولاكو عند اجتياح الشام ثم قبل الخدمة في صفوف جيش التتار واشترك معهم في مواقع مختلفة وجاء معهم إلى موقعة عين جالوت)، نقل الرسول لسيف الدين قطز عدة نقاط وهي:
- أن جيش التتار ليس بقوته المعهودة فقد أخذ هولاكو معه عدداً من القادة والجند وذلك عند ذهابه إلى تبريز، فلم يعد الجيش على الهيئة نفسها التي دخل بها الشام.
- ميمنة جيش التتار أقوى من ميسرتهم، فعلى جيش المسلمين أن يقوي من ميسرتهم التي ستقابل ميمنة التتار.
- أن الأشرف الأيوبي أمير حمص سيكون في جيش التتار بفرقته ومعه صارم الدين أيبك، وأنهم سيدّعون الهزيمة وينسحبون من ساحة القتال بمجرد بدء المعركة.

كانت هذه الأخبار مهمة للمسلمين، ولكن أمراء الحرب في جيش قطز تخوفوا من أن تكون هذه الأخبار خدعة من التتار أو من الأشرف الأيوبي، وقرر قطز الأخذ بهذه الأخبار دون التفريط في الإعداد أو التهاون في الحيطة والحذر.

## المعركة
صلى جيش المسلمين صلاة الفجر يوم الجمعة 25 رمضان 658 هـ / 3 سبتمبر 1260، ورتبوا صفوفهم بعد الصلاة واستعدوا، وما إن أشرقت الشمس حتى أتى جيش التتار لسهل عين جالوت من الشمال، ولم يكن في السهل أحد من المسلمين، فقد كانوا يختبؤون خلف التلال، وكانت مقدمة الجيش بقيادة بيبرس لا تخفي نفسها، وكان الهدف من هذه الخطة حتى يعتقد جواسيس التتار أن هذه المقدمة هي كل الجيش، وبدأت مقدمة الجيش في النزول من أحد التلال لسهل عين جالوت، وكان هذا النزول نزولا على عدة مراحل، كانت أول كتيبة نزلت لمواجهة التتار تلبس ملابس ذات لون أحمر وأبيض بقيادة القائد سنقر الرومي، ثم نزلت كتيبة أخرى تلبس الملابس الصفراء بقيادة القائد بلبان الرشيدي، ثم تتابع نزول الكتائب بألوانها المختلفة، في هذا الأثناء كان يقف بجانب كتبغا صارم الدين أيبك، وكلما نزلت كتيبة سأل كتبغا صارم الدين: يا صارم رنك من هذا؟ (رنك كلمة فارسية تعني لون وهو يقصد كتيبة من هذه) وكان صارم يقول: رنك فلان أحد أمراء المماليك، وبعد أن نزلت مقدمة جيش المسلمين بقيادة الظاهر بيبرس بدأت فرقة عسكرية مملوكية في الظهور على أرض المعركة وانطلقت بقوة تدق طبولها وتنفخ أبواقها وتضرب صنوجها النحاسية، وكانت الجيوش المملوكية تتلقى أوامرها في أرض المعركة بهذه الطريقة التي لا يعرفها أعدائها، فكانت هناك ضربات معينة للميمنة وضربات معينة للميسرة وضربات معينة للقلب، وكانت هناك ضربات محددة للتقدم والتأخر، وضربات خاصة لكل خطة عسكرية، وبذلك استطاع قطز أن يقود المعركة عن بعد، ووقف الظاهر بيبرس بقواته على المدخل الشمالي لسهل عين جالوت، بينما ترك السهل بكامله خالياً من خلفه.

مخطط لسير المعركة في عين جالوت

نظر كتبغا إلى مقدمة جيش المسلمين فوجد القوة الظاهرة أمامه قوة قليلة جداً، فأراد أن يحسم المعركة لصالحه بأسرع وقت، وقرر أن يدخل بكامل جيشه وقواته لقتال مقدمة الجيش (وهذا ما خطط له قطز)، أعطى كتبغا إشارة البدء لقواته بالهجوم على المقدمة التي ظن أنها كل الجيش، فتقدمت أعداد هائلة من فرسان التتار باتجاه مقدمة الجيش، وقف بيبرس هو وجنوده في أماكنهم حتى اقتربت منهم جموع التتار، عندها أعطى بيبرس لجنوده إشارة بدء القتال، فانطلقوا باتجاه جيش التتار، وارتفعت سحب الغبار من المعركة وتعالت أصوات دقات الطبول، واحتدم القتال للحظات، وثبتت مقدمة الجيش في القتال وكانت مكونة من خيرة فرسان المماليك، قرر كتبغا استخدام كامل قواته لقتال مقدمة الجيش بعد أن رأى منهم الثبات في القتال، دون أن يترك أي قوات للاحتياط خلف جيش التتار، استمر القتال سجالاً على الرغم من الفجوة العددية الكبيرة بين القوتين، ثم دقت الطبول دقات معينة وهي عبارة عن أوامر من قطز إلى بيبرس بسحب التتار إلى داخل سهل عين جالوت، بدأ بيبرس على الفور في تنفيذ الأوامر، فأظهر للتتار الانهزام وتراجع بظهره وهو يقاتل، وكان التراجع الذي نفذه بيبرس وجنوده تراجعاً سريعاً وذلك حتى لا تهلك مقدمة الجيش، عندما رأى كتبغا تراجع المسلمين أمر جنده بتتبعهم والقضاء عليهم، وبدأ جيش التتار في دخول سهل عين جالوت للضغط على الجنود الذين انسحبوا، وبعد مدة من الزمن ليست بالقليلة دخل جيش التتار بأكمله داخل سهل عين جالوت، وانسحب الظاهر بيبرس بجنوده إلى الناحية الجنوبية من السهل، ارتكب كتبغا خطأً جسيماً بعدم تركه قوات احتياطية خارج السهل لتؤمن طريق العودة في حال الخسارة ولتمنع التفاف جيش المسلمين حول التتار.
في هذا الوقت نزل جيش المسلمين الرئيسي من خلف التلال إلى ساحة المعركة، وأسرعت فرقة قوية من المماليك لغلق المدخل الشمالي لسهل عين جالوت، وبذلك أحاطت قوات جيش المسلمين بالتتار من كل جانب، أيقن عندها القائد كتبغا المكيدة التي انطوت عليه من المسلمين، وبدأ صراعاً لا مجال فيه للهرب أو المناورة، وبدأ التتار يقاتلون بكل شجاعة، وظهر تفوق الميمنة في جيش التتار، فتراجع المسلمون تحت ضغط بسالة التتار الذين اخترقوا ميسرة المسلمين، وبدأ تساقط الشهداء في جيش المسلمين، كان قطز في هذه الأثناء في مكانٍ عالٍ خلف الصفوف يراقب الوضع، ويوجه فرق الجيش لسد الثغرات، ولما رأى معاناة ميسرة الجيش دفع بقوة احتياطية لمساندتها، ولكن هذه القوة لم تغير في الأمر شيئاً أمام بسالة وقوة ميمنة التتار، ثم دفع بقوة احتياطية أخرى، ولكن الموقف تأزم بشكلٍ أكبر، عندها قرر قطز أن ينزل بنفسه لأرض المعركة، فرمى خوذته وأخذ يصرخ «واإسلاماه... واإسلاماه»، واحتدم القتال في سهل عين جالوت، وكان فيه أن صوّب أحد التتار سهمه نحو قطز، فأخطأه وأصاب فرسه وقتل الفرس، واستمر القتال وقطز في أرض المعركة يقاتل، وبدأت الكفة تميل لصالح المسلمين، وارتد الضغط على التتار، وتقدم أمير من أمراء المماليك واسمه جمال الدين آقوش الشمسي واخترق صفوف التتار حتى وصل لكتبغا، ودار بينها قتال فتمكن آقوش من كتبغا وقتله، وبقتله قتلت العزيمة عند جيش التتار، وأصبحوا يقاتلون ليفتحوا لأنفسهم طريقاً في المدخل الشمالي لسهل عين جالوت ليتمكنوا من الهرب، واستطاعوا فتح ثغرة في المدخل الشمالي، وخرجت أعداد كبيرة منهم باتجاه الشمال، وخرج المسلمون في طلبهم، حتى وصل التتار الفارّون إلى مدينة بيسان، وعندما وصل إليهم المسلمون، لم يجد التتار أمامهم إلا أن يعيدوا تنظيم صفوفهم ويصطفوا من جديد، ودارت بين الطرفين معركة كبيرة قرب بيسان، وقاتل التتار فيها قتالاً شديداً، وبدؤوا يضغطون على المسلمين، ودارت الدائرة لهم، عندها كرر قطز ما فعله في عين جالوت وأخذ يصيح بالجند «واإسلاماه... واإسلاماه... واإسلاماه» ثلاثاً، كانت هذه الكلمات دفعة معنوية لجنود جيش المسلمين، وأقبل الجند على القتال وارتفعت راية الإسلام وهوت راية التتار، وبدأ جنود التتار في التساقط، وكانت نتيجة المعركة أن أُبيد جيش التتار بأكمله، ولم يبقَ على قيد الحياة من الجيش أحد.

## بعد المعركة
كانت معركة عين جالوت المعركة الأولى التي يهزم فيها جيش المغول في معركة حاسمة منذ عهد جنكيز خان، وبعد الانتصار الذي حققه قطز وجيشه، أخذ قطز في التفكير في أمر التتار في الشام، فلا تزال هناك حاميات تتارية في دمشق وحمص وحلب وغيرها من مدن الشام، ومع ما أصاب جيش المسلمين من كثرة الشهداء وكثرة الجرحى، وما لقوه من عناء وتعب، قرر سيف الدين قطز السير إلى دمشق لتحريرها من سيطرة التتار، واستغلال فرصة انكسار جيش التتار وهزيمته الساحقة في سهل عين جالوت.

### تحرير دمشق

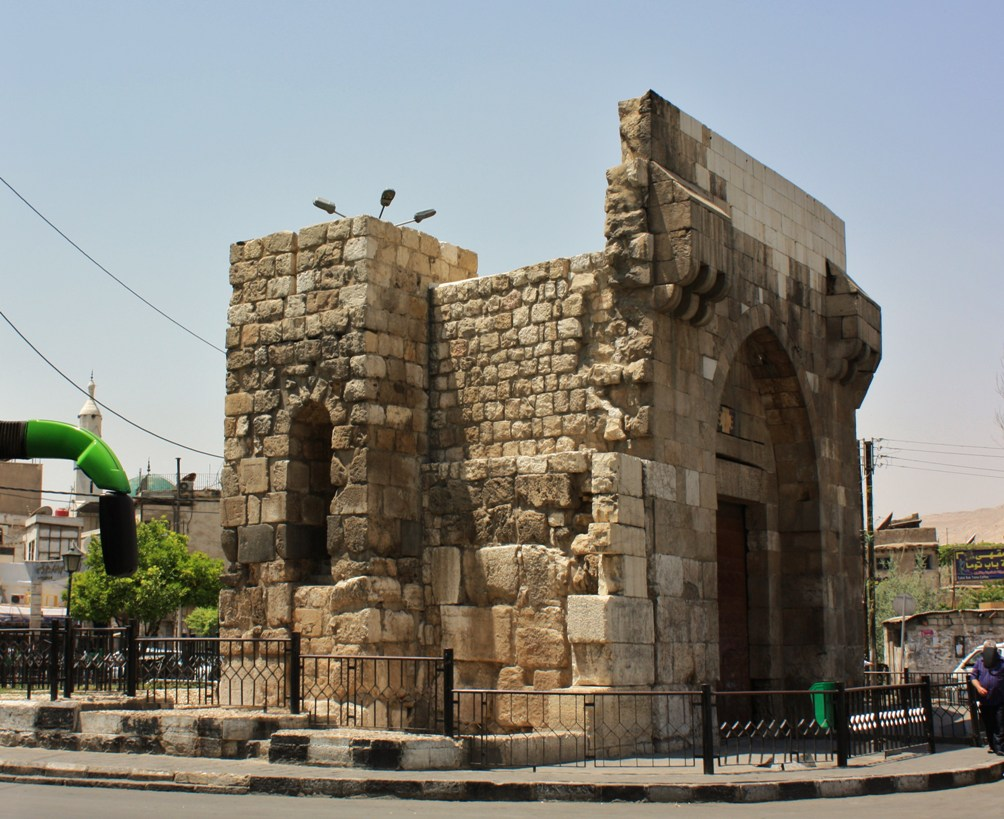
باب توما أحد أبواب دمشق القديمة التي دخل منها جيش المسلمين دمشق عام 1260م.

أراد سيف الدين قطز أن يستثمر انتصاره على جيش المغول في عين جالوت، في تهيئة انتصار جديد للمسلمين في دمشق على جيش التتار المحتمي فيها، فجيش التتار قتل بأكمله في المعركة، ولم ينقل أحد منهم الخبر إلى دمشق، فأردا قطز أن ينقل خبر النصر الكبير على المغول بنفسه، ليضعف من معنويات الحامية التتارية في دمشق، فيسهل عليه فتحها، قرر قطز أن يرسل رسالة إلى التتار يعلمهم فيها بهزيمة كتبغا وجيشه، وجاء فيها:
| معركة عين جالوت | أما النصر الذي شهد الضرب بصحته، والطعن بنصيحته، فهو أن التتار خذلهم الله، استطالوا على الأيام وخاضعوا بلاد الشام واستنجدوا بقبائلهم على الإسلام، وهذه عساكر الإسلام مستوطنة في مواطنها ما تزلزل لمؤمن قدم إلا وقدم إيمانه راسخة ولا تثبت لأحد حجة إلا وكانت الجمعة ناسخة ولا عقدت برجمة ناقوس إلا وحلها الآذان ولا نطق كتاب إلا وأخرسه القرآن. ولم تزل أخبار المسلمين تنتقل إلى الكفار، وأخبار الكفار تنتقل إلى المسلمين، إلى أن خلط الصباح فضته بذهب الأصيل، وصار اليوم كأمس ونُسخت آية الليل بسورة الشمس، إلى أن تراءت العين بالعين واضرمت نار الحرب بين الفريقين، فلم تر إلا ضرباً يجعل البرق نضواً ويترك في بطن كل من المشركين شِلْواً، وقتل من المشركين كل جبار عنيد، ذلك بما قدمت أيديهم (وما ربك بظلام للعبيد) | معركة عين جالوت |

وصلت رسالة سيف الدين قطز إلى دمشق في اليوم السابع والعشرين أو الثامن والعشرين من شهر رمضان، وبهذه الرسالة علم المسلمون نبأ الانتصار فقاموا بثورة عارمة داخل دمشق، وأمسكوا بجنود التتار وقتلوا عدداً منهم وأسروا عدداً آخر وفر عدد آخر، وكان السبب الرئيسي لما حدث في دمشق هو انهيار معنويات التتار بعد سماعهم خبر هزيمة كتبغا في عين جالوت، ثم اتجه المسلمون في دمشق بعد أن انتهوا من أمر التتار للانتقام من النصارى الذين كانت لهم مواقف سيئة مع المسلمين أثناء سيطرة التتار على دمشق، وتجاوز بعض المسلمين الأمر إلى حرق الديار والكنائس، وإلى قتل البعض منهم، ونشط بعض المتحمسين للظلم الذي حل بالمسلمين وقرروا قتل اليهود الذين يعيشون في دمشق، واستدعى هذا الأمر تدخل العلماء والنهي عن هذا الفعل لأن اليهود لم يشتركوا مع النصارى في إيذاء المسلمين أيام حكم التتار، وكادت الفتنة أن تعم دمشق بأكملها، حتى أتى يوم الثلاثين من رمضان، عندما وصل سيف الدين قطز وجيش المسلمين دمشق بعد خمسة أيام من معركة عين جالوت، ودخل جيش المسلمين دمشق واستتب الأمن، وانتهت الفوضى التي عمت دمشق، واستقر الوضع بسرعة، وأُمّنَ النصارى واليهود على أموالهم وأرواحهم وممتلكاتهم، وقام قطز بعزل ابن الزكي قاضي دمشق الذي عينه التتار، وعيّن مكانه نجم الدين أبو بكر بن صدر الدين بن سني الدولة، الذي بدأ يفصل في القضايا، ويحكم في المخالفات التي وقعت بين المسلمين والنصارى.

### تحرير حمص وحلب
وفي يوم عيد الفطر أرسل سيف الدين قطز الظاهر بيبرس بمقدمة جيشه لتتبع الفارين من التتار، وتطهير المدن الشامية الأخرى من الحاميات التتارية، فوصل بيبرس إلى حمص، واقتحم معسكرات الحامية التتارية وقضى عليهم وهرب من هرب منهم، وأُطلق سراح المسلمين الأسرى الذين كانوا في قبضة التتار، ثم انطلقوا خلف الحاميات التتارية الهاربة، فقتلوا أكثرهم وأسروا الباقين ولم يفلت منهم إلا الشريد، ثم اتجه بيبرس بمقدمة جيشه إلى حلب، ففر منها التتار، واستطاع المسلمون تطهير بلاد الشام بأكملها من التتار في بضعة أسابيع.

### توحيد مصر والشام
أعلن سيف الدين قطز توحيد مصر والشام تحت دولة واحدة بزعامته، وكانت هذه الوحدة هي الوحدة الأولى بين الإقليمين منذ عشر سنوات، وذلك منذ وفاة الملك الصالح نجم الدين أيوب، وخُطِبَ لسيف الدين قطز على المنابر في كل المدن المصرية الشامية والفلسطينية، وبدأ قطز في توزيع الولايات الإسلامية على الأمراء المسلمين، وأرجع بعض الأمراء الأيوبيين إلى مناصبهم، وذلك ليضمن عدم حدوث أي فتنة في بلاد ومدن الشام، فأعطى قطز إمارة حمص للأشرف الأيوبي (الذي أرسل صارم الدين أيبك إلى قطز قبل معركة عين جالوت يعلمه ببعض المعلومات السرية)، وأعطى إمارة حلب لعلاء الدين بن بدر الدين لؤلؤ، وأعطى إمارة حماة للأمير المنصور، وعين الأمير المملوكي جمال الدين آقوش الشمسي (قاتل القائد المغولي كتبغا) على الساحل الفلسطيني وغزة، أما دمشق فقد عين عليها علم الدين سنجر الحلبي، وفي يوم السادس والعشرين من شهر شوال عام 658 هـ الموافق الرابع من شهر أكتوبر عام 1260م عاد سيف الدين قطز لمصر.

## نتائج المعركة
كان للانتصار في معركة عين جالوت أثرا كبيرا جداً في روح ومعنويات المسلمين من جهة، وفي طموح المسلمين في تحرير ما بقي من مدن وبلدات العالم الإسلامي التي كانت تقبع تحت احتلالين: الأول الاحتلال المغولي والثاني الاحتلال الصليبي، وتبدد الاعتقاد بمقولة أن التتار لا يمكن أن يُهزموا، وبدأ المماليك في الإعداد لاستعادة هيبة الإسلام بعد غياب دام سنين طويلة.

### كسر شوكة المغول
استطاع المماليك وقف تمدد المغول العسكري في الشام وفلسطين والأناضول، ولم يتمكن المغول من غزو بلاد الشام لفترة من الزمن،، وكان من أهم نتائج معركة عين جالوت أن هولاكو الذي استقر في تبريز لم يفكر في إعادة احتلال الشام مرةً أخرى، وكان أقصى ما فعله رداً على عين جالوت هو إرسال حملة انتقامية أغارت على حلب.

### بروز دولة المماليك

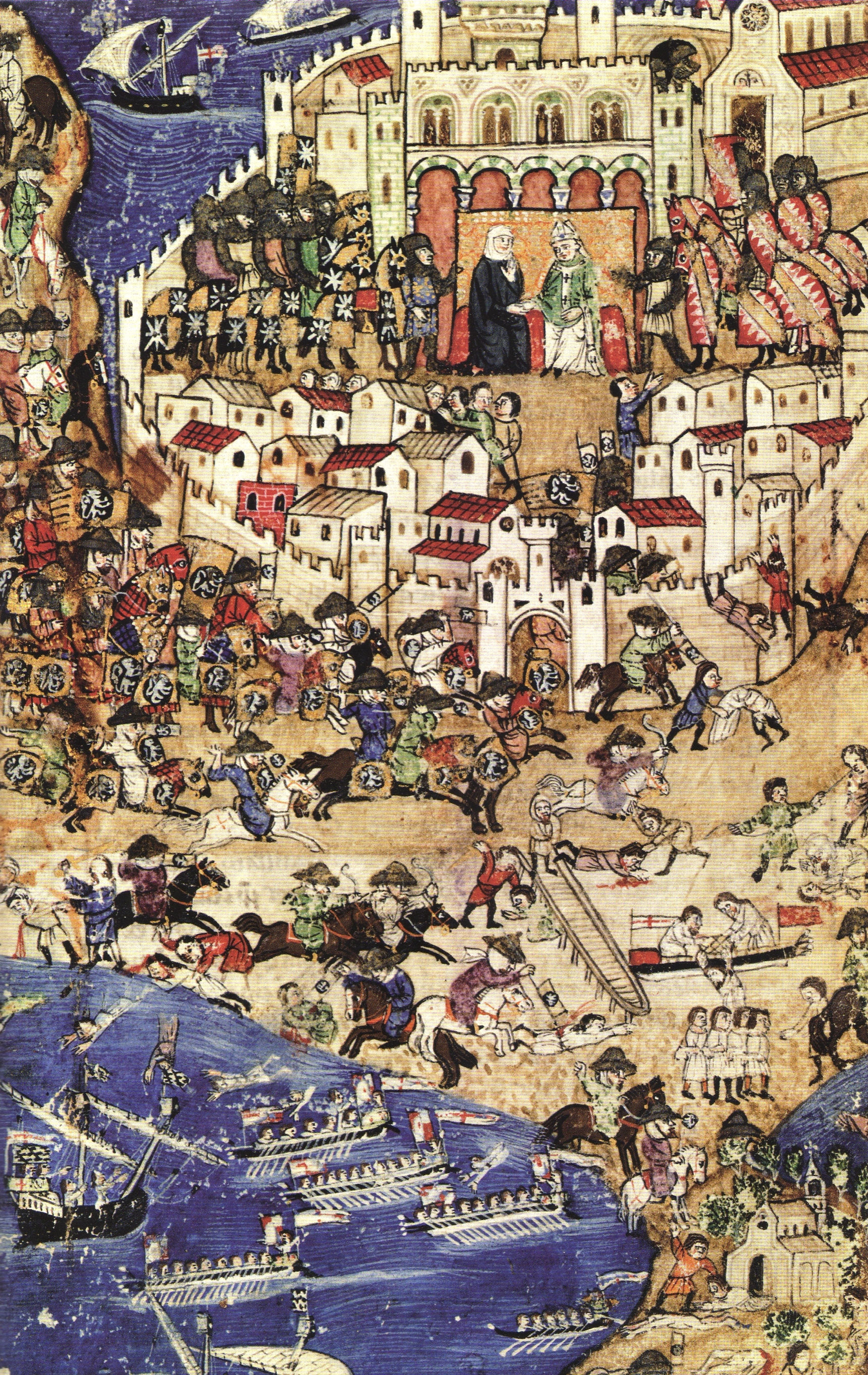
رسمة لسقوط طرابلس عام 1289م.

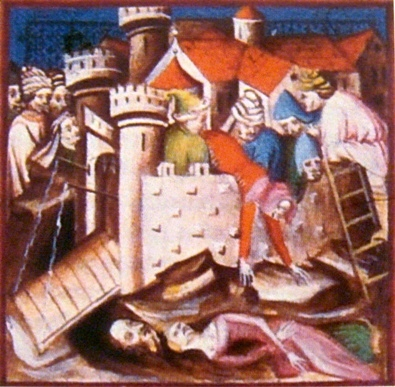
رسم تخيلي لحصار عكا عام 1291م.

تعتبر معركة عين جالوت البداية الحقيقية لحكم المماليك في العالم الإسلامي، وحملهم لواء الإسلام والذود عن أراضيه، والتي دامت قرابة ثلاثة قرون، فحملوا على عاتقهم صد هجمات التتار والصليبيين، وأضفوا على دولتهم شرعية أكبر من خلال جعل الخلافة العباسية في القاهرة في عهد الظاهر بيبرس، ثم بدأوا مهمة تحرير بلاد الشام من الصليبيين وبعد أشهر قليلة من عين جالوت بدأ بيبرس في الإغارة على الإمارات الصليبية، فتساقطت تلك الإمارات ابتداءً من 664 هـ / 1265م، فتحررت مدن قيسارية وحيفا ثم حصن أرسوف في فلسطين، وفي 665 هـ / 1266م حررت صفد، وبينما كان بيبرس يحرر هذه المدن، كان قائده المنصور قلاوون يحرر قليقلة في الأناضول، وانتصر على الأرمن بقيادة الملك هيثوم، وفي 666 هـ / 1267م حرر بيبرس مدينة يافا، وفي 667 هـ / 1265م حُرِّرَت أنطاكيا إمارة بوهمند الثالث أمير أنطاكية الذي كان متحالفاً مع التتار، وهي أول مملكة صليبية في بلاد المسلمين، ولم يبقَ عند وفاة الظاهر بيبرس من المدن الإسلامية المحتلة سوى عكا التي كانت أقوى الإمارات الصليبية، بالإضافة إلى صور وصيدا وطرابلس واللاذقية وطرطوس.
ثم حررت طرابلس في سنة 684 هـ الموافق 1285م أي بعد معركة عين جالوت بستة وعشرين سنة عل يد السلطان المملوكي المنصور قلاوون، ثم خلفه بعد وفاته ابنه الأشرف صلاح الدين خليل الذي أخذ على عاتقه تحرير بقية المدن الإسلامية المحتلة من الصليبيين، واستطاع تحرير عكا في عام 690 هـ الموافق 1291م بعد قرنين من احتلال الصليبيين لها، وبعد فشل كل الأمراء المسلمين قبله في فتحها، ثم بعد وقت قليل من سقوط حصن عكا حررت صيدا وصور وبيروت وجبيل وطرطوس واللاذقية، وبذلك انتهى وجود الإمارات الصليبية بشكل تام من أرض الشام.

### تأثر التتار بالإسلام
كانت بداية تأثر التتار بالإسلام من خلال أحد زعماء القبيلة الذهبية التي تعد أكبر قبائل التتار، وهو بركة خان ابن عم هولاكو قائد التتار في الغرب، كان إسلام بركة عام 650 هـ، وتولى زعامة القبيلة الذهبية في عام 652 هـ، كانت القبيلة شبه مستقلة عن دولة التتار وتحكم المنطقة التي تقع شمال بحر قزوين والمعروفة باسم القبجاق، وبإسلامه دخلت أعداد كبيرة من القبيلة الذهبية في دين الإسلام، ولما وصلت القبيلة الذهبية نبأ ما حدث في معركة عين جالوت، تزايد أعداد المسلمين في القبيلة حتى أصبحت كلها تقريبا مسلمة، وكان مما جرى في أمرهم أن بركة خان زعيم القبيلة الذهبية تحالف مع الظاهر بيبرس ضد هولاكو.

### مقتل قطز
كانت نهاية سيف الدين قطز بعد معركة عين جالوت بخمسين يوماً فقط، اتفق المؤرخون على أن قطز قتل وهو في طريق عودته من دمشق إلى القاهرة في منطقة تسمى الصالحية بفلسطين، وكان مقتله على يد القائد المملوكي الظاهر بيبرس، واختلف المؤرخون في سبب إقدام بيبرس على قتل السلطان قطز، فابن خلدون في مقدمته يروي أن المماليك البحرية بقيادة بيبرس كانت تتحين الفرصة لقتل قطز لأخذ الثأر لمقتل أميرهم فارس الدين أقطاي، الذي تولى قطز قتله في عهد السلطان عز الدين أيبك، فلما غادر قطز دمشق وقرب من مصر، ذهب في بعض أيامه يتصيد وسارت الرواحل على الطريق فاتبعه المماليك وعلاه بيبرس بالسيف فخر صريعاً، في حين يقول جلال الدين السيوطي في تاريخ الخلفاء أن قطز وعد بيبرس بإعطائه إمارة حلب ثم رجع قطز عن وعده، فتأثر بيبرس بذلك، ولما رجع قطز إلى مصر كان بيبرس قد أضمر الشر وأسرّ ذلك في نفسه، ثم اتفق بيبرس وجماعة من الأمراء على قتل المظفر فقتلوه في الطريق، أما المؤرخ قاسم عبده قاسم فقال أن بيبرس ظن أنه أحق بالعرش من قطز، لا سيما وأنه صاحب دور كبير في هزيمة الحملة الصليبية السابعة بقيادة الملك لويس التاسع قبل عشر سنوات في المنصورة، كما أنه لعب دوراً كبيراً في هزيمة المغول في عين جالوت، وأنه كان أول من ألحق بهم هزيمة عندما دمر طليعة الجيش المغولي، ثم طارد فلوله المنسحبة حتى أعالي بلاد الشام.

## اقرأ أيضاً
انطلاقاً من الأهمية التاريخية لمعركة عين جالوت وشهرتها الواسعة، كان من الطبيعي أن يجسدها الفن في عدد من الأعمال الدرامية وإن كان قليلا، وفي الذكرى الـ761 للمعركة، والتي تحل اليوم 3 سبتمبر، نستعرض أهم الأعمال التي تناولت المعركة:
- فيلم واإسلاماه: عام 1962 فيلم سينمائي من إنتاج مشترك بين مصر وإيطاليا، يحكي أحداث معركة عين جالوت، بطولة أحمد مظهر ورشدي أباظة.
- الفرسان:عام 1995 مسلسل مصري يحكي قصة حياة قطز، وما دار من أحداث في معركة عين جالوت، بطولة أحمد عبد العزيز وأحمد ماهر.
- مسلسل الظاهر بيبرس: عام 2005 مسلسل سوري يحكي قصة حياة بيبرس، وما دار من أحداث في معركة عين جالوت، بطولة عابد فهد وسوزان نجم الدين.
- علي باب مصر: عام 2006 مسلسل مصري يحكي اجتياح المغول وما دار من أحداث في معركة عين جالوت بطولة يوسف شعبان ورغدة